# Epythycanus
Epythycanus war ein antiker römischer Goldschmied (aurifex), der in julisch-claudischer Zeit  in Rom tätig war.
Epythycanus ist einzig durch seine Grabinschrift bekannt, die 1726 im Columbarium der Livia gefunden wurde, in dem vor allem Sklaven und Freigelassene der Livia Drusilla bestattet wurden. Die Inschrift befindet sich heute in den Kapitolinischen Museen in Rom.
Gelegentlich wird angenommen, er sei mit dem nur durch seine Signatur bekannten Gemmenschneider Epitynchanos identisch. Dies lässt sich jedoch aufgrund der fehlenden Quellen nicht belegen.